# Détroit Vostotchnii
Le détroit Vostotchnii (en russe : Восточный пролив, littéralement détroit de l'Est), est un détroit de la partie méridionale de la mer de Sibérie orientale.

## Géographie
Il est situé dans les îles Medveji et sépare les îles de Lyssov et Leontiev au nord-ouest de l'île aux Quatre Piliers (ru). 